# Muscicapa cassini
Muscicapa cassini е вид птица от семейство Muscicapidae.

## Разпространение
Видът е разпространен в Ангола, Бенин, Габон, Гана, Гвинея, Екваториална Гвинея, Замбия, Камерун, Република Конго, Демократична република Конго, Кот д'Ивоар, Либерия, Нигерия, Сиера Леоне, Того, Уганда и Централноафриканската република.